# Gene Wolfe

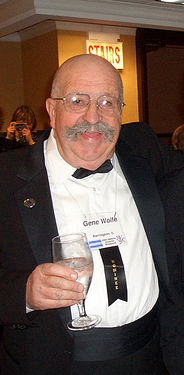
Gene Wolfe.

Gene Wolfe (Brooklyn, New York, 7 mei 1931 – Peoria (Illinois), 14 april 2019) was een Amerikaans sciencefiction- en fantasyschrijver. 

## Levensloop
Wolfe groeide op in Texas, vocht in de Koreaanse Oorlog en werd industrieel ingenieur, na zijn terugkeer naar de Verenigde Staten. Hij is mede-uitvinder van de machine die Pringleschips produceert.
Wolfe is een van de meest literaire SF-schrijvers, die bij critici en collega-schrijvers in hoog aanzien staat en door velen bij leven werd beschouwd als een van de beste sciencefiction-auteurs. Wolfe schreef geen bestsellers, maar fans bleven hem zeer toegewijd; de bij Externe links vermelde mailinglijst bevat duizenden pagina's met discussie en uitleg over de Sun-boeken, verzameld over een periode van meerdere jaren. Ook is veel analyse en exegese verschenen in tijdschriften en in boekvorm.
Wolfe heeft veel belangrijke prijzen gewonnen en werd zestien keer voor de Nebula en acht keer voor de Hugo Award genomineerd. Hij kreeg de World Fantasy en BSFA Awards voor The Shadow of the Torturer, de Nebula en Locus Awards voor  The Claw of the Conciliator, de Locus voor The Sword of the Lictor en met The Citadel of the Autarch won hij de John W. Campbell Memorial Award.. Een Nebula was er ook voor de novelle The Death of Doctor Island, een Locus voor Soldier of the Mist en in 1996 viel hem de World Fantasy Award voor zijn hele oeuvre ten deel.
Wolfes belangrijkste werk is de 'Sun-serie', bestaande uit The Book of the New Sun, The Book of the Long Sun en The Book of the Short Sun. In deze boeken, zoals in veel van zijn andere werken, gebruikt Wolfe de verhaaltechniek van de 'onbetrouwbare verteller'. Hoewel Severian, de hoofdpersoon van de eerste vier boeken, een perfect geheugen heeft, neemt hij lang niet alles om zich heen perfect waar. Bij een eerste lezing ziet de lezer dus maar een gedeelte van de werkelijkheid die Wolfe ons via soms duistere verwijzingen voorzet. De boeken van Wolfe winnen dan ook veel aan zeggingskracht voor degene die ze nog een keer leest. Maar ook bij de eerste keer valt er veel te genieten: de wereld in de verre toekomst, waarin veel nieuwe technologieën alweer in verval zijn geraakt, doet soms middeleeuws aan. Hoe maatschappij en godsdienst zich hebben ontwikkeld is een deel van de complexe thematiek van Wolfe.
Wolfe overleed in 2019 op 87-jarige leeftijd.